# Автошлях О 020708
Автошля́х О 020708 — автомобільний шлях довжиною 21.5 км, обласна дорога місцевого значення в Вінницькій області. Пролягає по Хмільницькому району від автошляху М21 до села Нова Гребля.

## Маршрут
Автошлях проходить через такі населені пункти:
| Автошлях О 020702  |
| Вінницька область  |
| Хмільницький район |
| Автошлях М21       |
| Заливанщина        |
| Голендри           |
| Нова Гребля        |